# Hans Fugger (Weber)

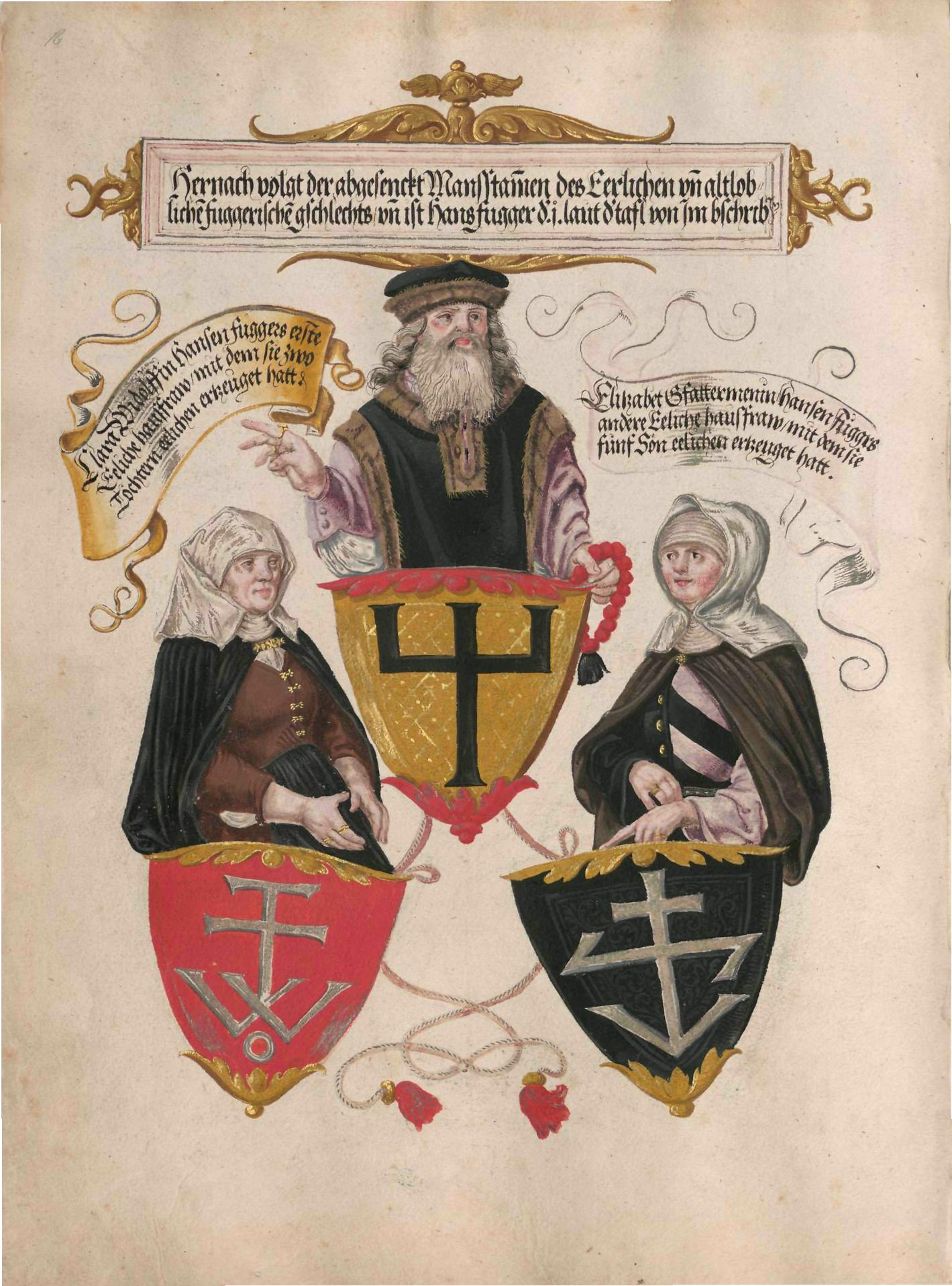
Hans Fugger und seine beiden Frauen im „Geheimen Ehrenbuch der Fugger“, 1545–1549

Hans Fugger (ursprünglich Fucker geschrieben, * in Graben; † 1408/09 in Augsburg) ist der gemeinsame Stammvater beider Linien des schwäbischen Kaufmannsgeschlechts Fugger: der Fugger vom Reh und der Fugger von der Lilie. Er gilt in der Familiengeschichtsschreibung der Fugger als die Stammgeneration. 

## Leben
Hans Fugger war Sohn des Landwebers Johann „Hans“ Fugger (bzw. Fucker) und dessen Frau Anna Maria, geb. Meißner († 1395) aus Graben. Sein Geburtsjahr ist nicht bekannt und wird grob auf circa 1350 geschätzt. Er wurde wie sein Vater Webermeister und es gelang ihm, durch Fleiß, Geschäftssinn, Glück und zwei vorteilhafte Ehen in Augsburg zu Wohlstand und Einfluss zu kommen und damit den Grundstein für den finanziellen und sozialen Aufstieg der Familie zu legen.
Er zog 1367 nach Augsburg und wurde im Augsburger Steuerbuch dieses Jahres mit „Fucker advenit“ (lat. für „Fugger ist angekommen“) vermerkt. Die Vermögenssteuer, die er zahlte, lässt auf ein bestimmtes Vermögen bereits bei seiner Ankunft schließen. Im Jahr 1367 (nach anderen Angaben erst 1370) heiratete er die Webertochter Klara Widolf († 1378), deren Vater Oswald Widolf 1371 Zunftmeister der Weber wurde. Mit dieser Eheschließung wurde er Augsburger Bürger, Mitglied in der Zunft der Weber und Empfänger einer stattlichen Mitgift.
Nach Klaras Tod, spätestens 1380 (nach einer anderen Quelle ca. 1382), heiratete er in zweiter Ehe Elisabeth Gfattermann († 1436). Auch sein zweiter Schwiegervater wurde 1386 Zunftmeister der Weber, zudem war er reich und ein Ratsherr. Im gleichen Jahr wurde Hans Fugger in den Zwölferausschuss der Weberzunft, also deren erweiterten Vorstand, gewählt. Er baute sein Geschäft in den Textilhandel aus und legte damit die Basis der späteren Kaufmannsdynastie Fugger. Er profitierte vom damaligen Barchent-Boom und handelte Ende des 14. Jahrhunderts als „Weber-Verleger“ mit Leintuch, das er bei bayerischen Webern aufkaufte und verkaufte und dabei bis nach Italien exportierte.
Schließlich wurde Hans Fugger selbst Vorstand der heimischen Weberzunft. Im Jahr 1397 zog er vom Weberviertel in der Frauenvorstadt, wo arme Handwerkerfamilien lebten, in die Oberstadt der Wohlhabenden, wo er ein Haus an der Reichsstraße gegenüber dem Zunfthaus der Weber (bei St. Moritz) erwerben konnte. Er gehörte nun zum reichsten Prozent der Stadt und konnte sich finanziell mit Angehörigen alteingesessener Patrizierfamilien messen.

### Familie
Aus Hans Fuggers erster Ehe entstammen, soweit man weiß, drei Kinder und aus seiner zweiten Ehe vier Kinder, wobei deren Lebensdaten teilweise unbekannt sind. Aus der zweiten Ehe stammen die Söhne Andreas Fugger (1394/95–1457/58) und Jakob Fugger der Ältere (nach 1398–1469).
Hans Fugger hatte einen Bruder Ulrich (Ulin) Fugger († 1394), der ebenfalls Weber war und der 1368 ebenfalls von Graben nach Augsburg zog. Dieser ist nicht zu verwechseln mit Ulrich Fugger dem Älteren, der Hans Fuggers Enkel war. Die Nachfahren von Hans Fuggers Bruder Ulrich lassen sich noch etwa 50 Jahre in Augsburg nachweisen, wurden aber für die Geschichte der Stadt nicht bedeutend.

## Entwicklung nach seinem Tod
Hans Fugger starb 1408 oder 1409. Seine Witwe Elisabeth führte die Weberei und den Textilhandel bis zu ihrem Tod im Jahre 1436 weiter, wobei sie das Unternehmensvermögen kontinuierlich mehrte und ein Kupfermonopol aufbaute. Ihre Söhne Andreas und Jakob ließ sie als Lehrlinge das Goldschmiedehandwerk erlernen und selbst brachte sie ihnen das Weberhandwerk und den Tuchhandel bei. Die beiden Brüder bilden die „Zweite Generation“ der Fugger. Sie arbeiteten geschäftlich zusammen, wie aus der gemeinsamen Steuerveranlagung hervorgeht. 
Andreas Fugger saß im Rat der Stadt Augsburg und hatte großen Einfluss. 1448 besaßen die Brüder gemeinsam bereits das fünftgrößte Vermögen der Stadt, schließlich gingen sie jedoch getrennte Wege. Im Steuerbuch von 1455 wurden sie erstmals getrennt veranlagt.
Andreas Fugger starb bald nach der Unternehmensspaltung. Seine Söhne führten sein Unternehmen weiter und erhielten im Jahr 1462 ein Wappen mit dem Wappenbild eines springenden Rehs verliehen. Daher wird dieser Familienzweig „Fugger vom Reh“ genannt. Ihre Firma wurde jedoch Ende des 15. Jahrhunderts aufgrund eines riskanten Kredits, den sie Erzherzog Maximilian I. gegeben hatte, zahlungsunfähig. Maximilian verweigerte die Rückzahlung, und die gegebene Sicherung erwies sich als wertlos. Nach dem Bankrott erlangten nur noch wenige Nachkommen dieses Zweiges Geltung.
Jakob Fuggers Familienzweig florierte hingegen weiter. Er erhielt ein Wappen mit dem Wappenbild von zwei Lilien verliehen, daher wird dieser Zweig „Fugger von der Lilie“ genannt. Nach Jakob Fuggers Tod 1469 führten zunächst seine Witwe Barbara und danach seine Söhne die väterliche Firma weiter. Sie machten sie zu einem der größten und reichsten Handelshäuser Europas. Sein Sohn Jakob Fugger erhielt den Beinamen „der Reiche“. Anfang des 16. Jahrhunderts begann der Aufstieg der Familie in den Adel.

## Hausmarken bzw. Wappen

Der Dreizack war die Hausmarke Hans Fuggers, welche er in Augsburg 1370 führte. Später wurde er auch als Handelsmarke[15] und als Stammwappen der Familie Fugger verwendet.
Wappen bzw. Hausmarke der Familie Widolf
Wappen bzw. Hausmarke der Familie Gfattermann